# Криулино (Московская область)
Криу́лино — деревня в Московской области России. Входит в Павлово-Посадский городской округ. Население — 58 чел. (2010).

## География
Деревня Криулино расположена в центральной части городского округа, примерно в 5 км к юго-западу от города Павловский Посад. Высота над уровнем моря 140 м. В 1 км к югу от деревни протекает река Вохонка. К деревне приписано 10 СНТ. Ближайшие населённые пункты — село Казанское и деревня Грибаново.

## Транспорт
В 600 м от деревни Криулино на Носовихинском шоссе находится остановка рейсового автобуса №56, курсирующего между Павловским Посадом и поселком Фрязево. У деревни Криулино нет автобусного сообщения с городом Электросталь, расположенном в 3-х километрах к северо-востоку от деревни.
Вблизи деревни Криулино пролегают ж/д пути Горьковского направления МЖД (перегон Фрязево - Павловский Посад), однако до ближайшего остановочного пункта Казанское около 2-х километров.

## Название
Название связано с некалендарным личным именем Криуля.

## История
В 1926 году деревня являлась центром Криулинского сельсовета Павлово-Посадской волости Богородского уезда Московской губернии.
С 1929 года — населённый пункт в составе Павлово-Посадского района Орехово-Зуевского округа Московской области, с 1930-го, в связи с упразднением округа, — в составе Павлово-Посадского района Московской области.
До муниципальной реформы 2006 года Криулино входило в состав Рахмановского сельского округа Павлово-Посадского района.
В середине 2000-х была сооружена часовня.
С 2004 до 2017 гг. деревня входила в Рахмановское сельское поселение Павлово-Посадского муниципального района.

## Население
В 1926 году в деревне проживало 348 человек (168 мужчин, 180 женщин), насчитывалось 66 хозяйств, из которых 61 было крестьянское. По переписи 2002 года — 52 человека (24 мужчины, 28 женщин).
| 1926 | 2002 | 2006 | 2010 |
| ---- | ---- | ---- | ---- |
| 348  | ↘52  | ↘37  | ↗58  |

## Галерея

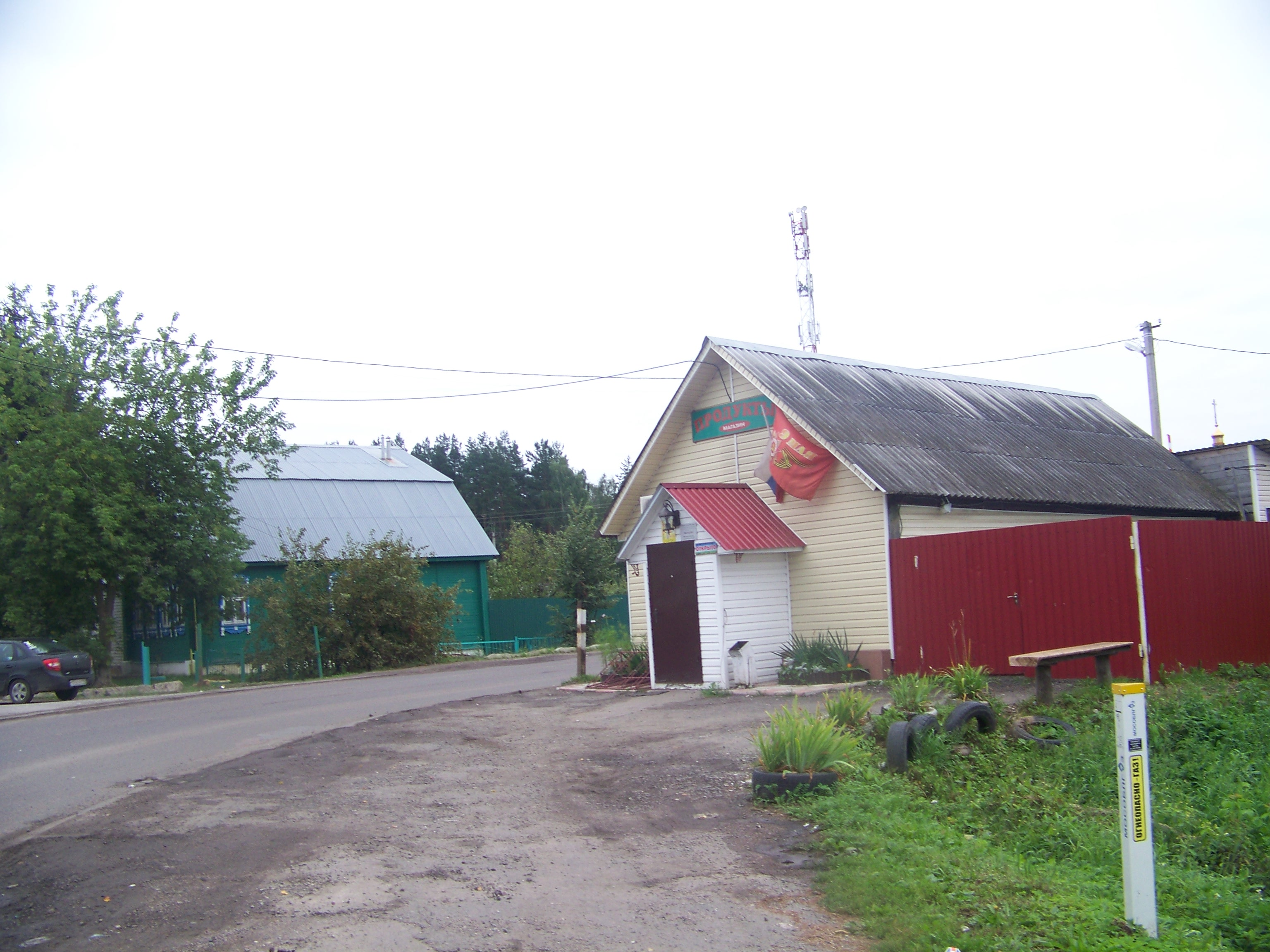
Магазин в д. Криулино (около ж/д переезда)
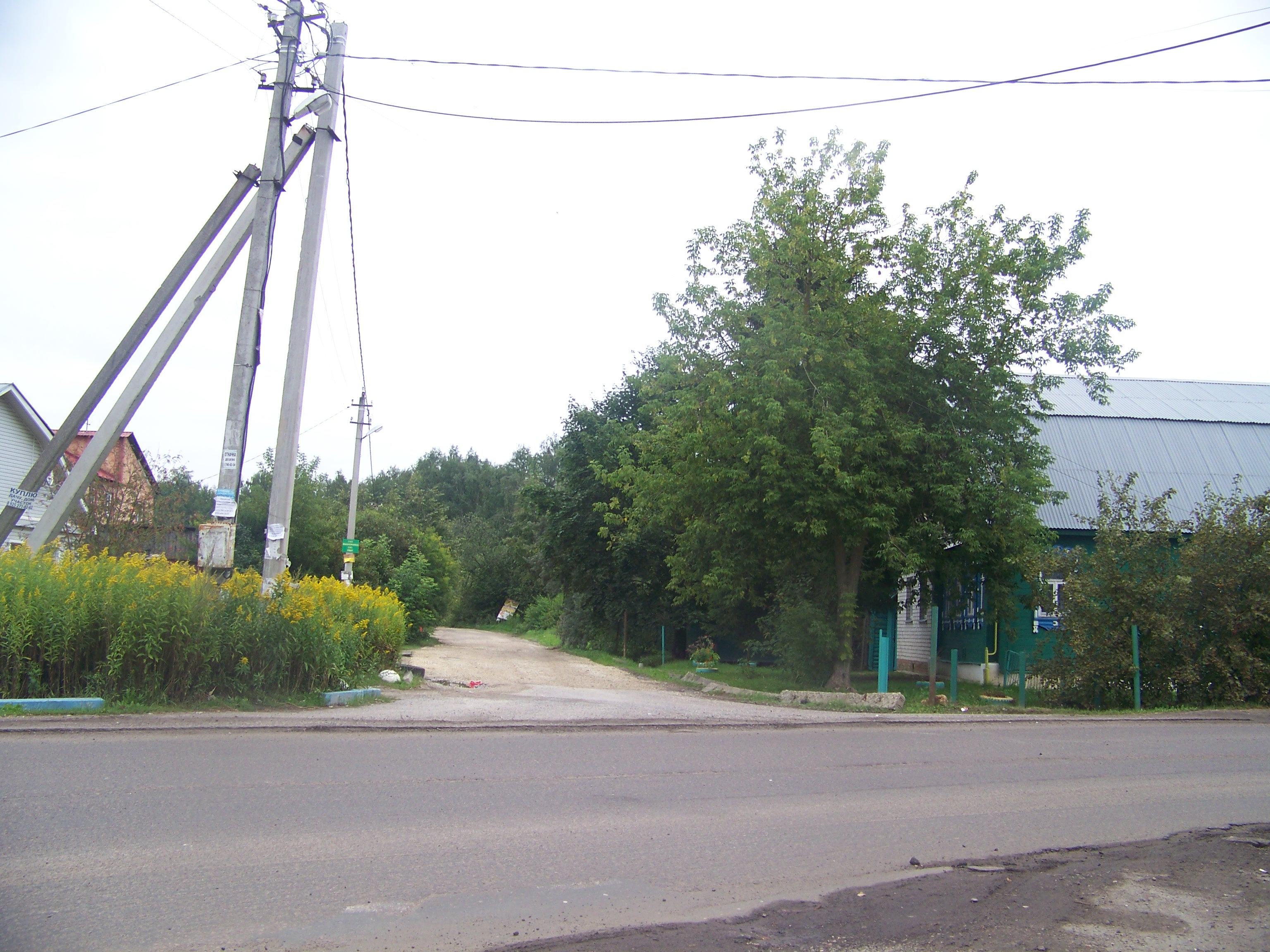
Продолжение деревни после съезда налево к ж/д переезду
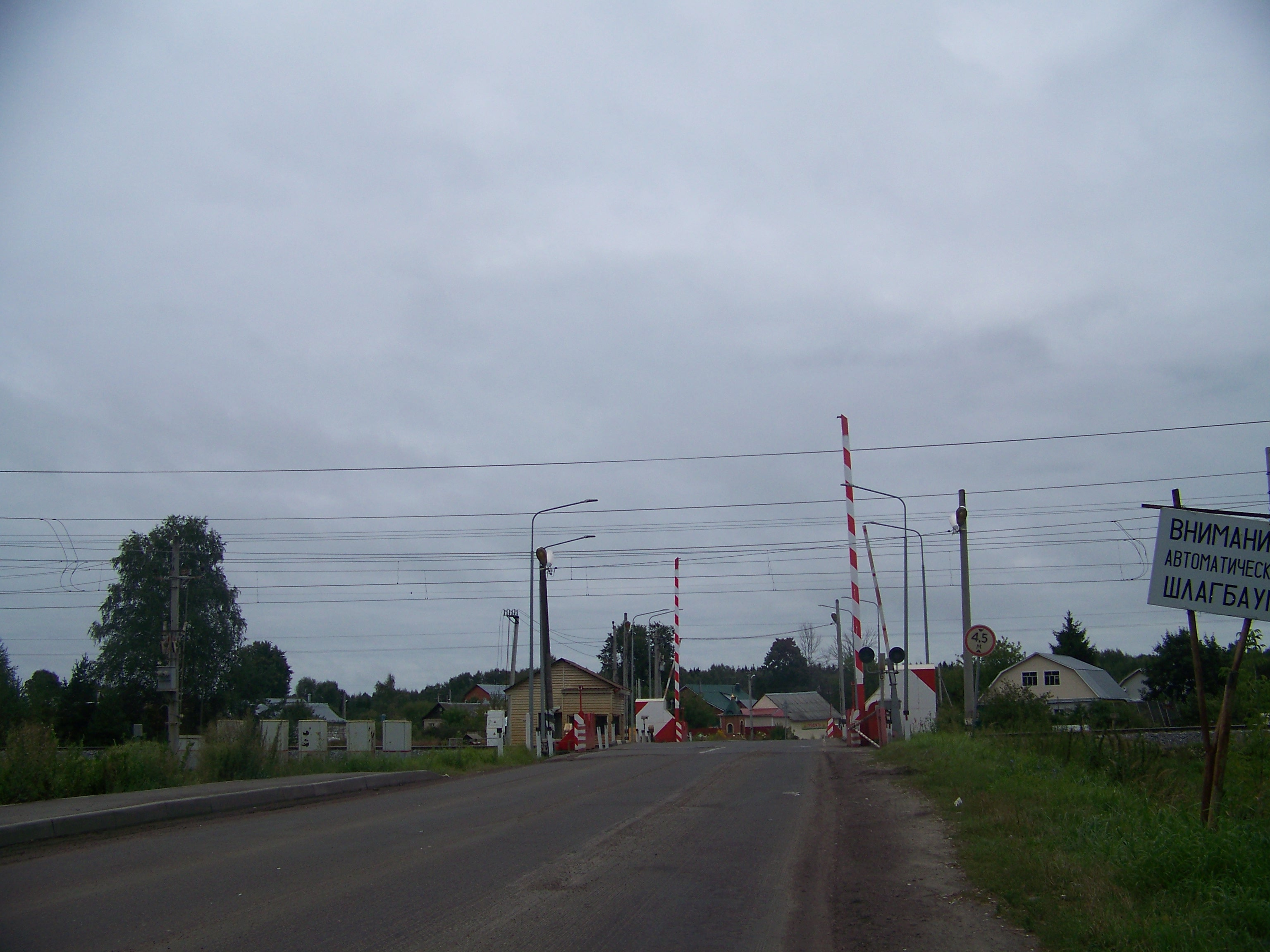
Железнодорожный переезд (вид со стороны Носовихинского шоссе)
- Паровозы Л-3653 и Л-2057 проезжают ж/д переезд в Криулино